# Seoul Milk
Seoul Milk Co, Ltd. (en hangul: 서울우유) es una compañía de productos lácteos basado en Seúl, Corea del Sur. Fundada en 1937, Seoul Milk es un fabricante de leche, yogur y productos de leche. las fábricas están ubicadas en Seúl y Ansan Gyeonggi-do. Es la empresa de productos lácteos más antigua y más grande en Corea del Sur. 
Los productos Seoul Milk no se venden fuera de Corea del Sur.

## Operaciones
- 4,000 granjeros
- 1800 empleados

## Productos
- Seoul Milk 1% MF
- Leche Deslactosada
- Leche Sin Grasa
- MBP
- Selk
- Leche Entera
- Leche Con Plátanos
- Leche Con Fresa
- Chocolate
- Leche de Frijol Negro
- Café
- Yogur
- Yogur para beber
- Bebidas Refrescantes
- Helado
- Paletas de helado
- Queso
- Mantequilla